# Kistler Valley
Kistler Valley (in lingua inglese: Valle Kistler) è una valle antartica per lo più coperta di ghiaccio, situata nel settore centro-orientale del Dufek Massif nei Monti Pensacola, in Antartide. La valle si trova tra le Sapp Rocks e il Forlidas Ridge, alla testa dell'anfiteatro tra il Nutt Bluff e il Preslik Spur.
La denominazione è stata assegnata in onore di Ronald W. Kistler, geologo in pensione, che in precedenza aveva collaborato con l'United States Geological Survey (USGS). Le sue ricerche di laboratorio e le relazioni scientifiche scritte assieme a Arthur B. Ford tra il 1970 e il 2000, sulla geocronologia e petrologia delle intrusioni nel Dufek Massif, nel settore settentrionale dei Monti Pensacola, sono state determinanti per la comprensione dell'evoluzione di questo importante complesso igneo.